# William Hutchinson (cầu thủ bóng đá)
William Hutchinson là một cầu thủ bóng đá người Anh thi đấu ở vị trí tiền đạo. Ông từng thi đấu cho Alston trước khi gia nhập đội bóng Football League Second Division Burnley vào tháng 8 năm 1904. Ông thi đấu trận duy nhất cho Burnley vào ngày 10 tháng 9 năm 1904 trong thất bại 0-4 trên sân khách trước Bolton Wanderers. Hutchinson rời câu lạc bộ năm 1904, và sau đó thì không rõ.